# Rattus jobiensis
Rattus jobiensis  (Rümmler, 1935) è un roditore della famiglia dei Muridi endemico di alcune isole vicino alla Nuova Guinea.

## Descrizione

### Dimensioni
Roditore di grandi dimensioni, con la lunghezza della testa e del corpo tra 215 e 260 mm, la lunghezza della coda tra 168 e 212 mm, la lunghezza del piede tra 43,7 e 47,7 mm, la lunghezza delle orecchie tra 22,3 e 23,3 mm e un peso fino a 500 g.

### Aspetto
La pelliccia è ruvida e ricoperta di peli spinosi. Le parti superiori sono marroni scure brizzolate, mentre le parti ventrali sono bianco-giallastre, talvolta rossicce sul petto e sul mento. Le orecchie sono scure e cosparse di piccoli peli bruni. Le vibrisse sono lunghe fino a 70 mm.  La coda è più corta della testa e del corpo, è uniformemente marrone scuro e ricoperta finemente di piccoli peli bruni. Le femmine delle isole di Yapen e Owi hanno un paio di mammelle pettorali e due paia inguinali, mentre le altre hanno un paio di mammelle post-ascellari in più.

## Biologia

### Comportamento
È una specie terricola.

## Distribuzione e habitat
Questa specie è endemica delle isole di Yapen, Biak-Supiori e Owi, nella Baia di Cenderawasih, nella Nuova Guinea nord-occidentale.
Vive nelle foreste umide tropicali, lungo i bordi forestali, nei campi agricoli e nei villaggi fino a 600 metri di altitudine.

## Conservazione
La IUCN Red List, considerato l'areale limitato e il degrado del proprio habitat, classifica R.jobiensis come specie prossima alla minaccia (NT).